# Lista di asteroidi (570001-571000)
Di seguito una lista di asteroidi dal numero 570001 al 571000 con data di scoperta e scopritore.

## 570001-570100
| Nome     | Designazione provvisoria | Data di scoperta  | Scopritore                        |
| -------- | ------------------------ | ----------------- | --------------------------------- |
| 570001 - | 2006 BE119               | 26 gennaio 2006   | Spacewatch                        |
| 570002 - | 2006 BL119               | 26 gennaio 2006   | Spacewatch                        |
| 570003 - | 2006 BK123               | 26 gennaio 2006   | Spacewatch                        |
| 570004 - | 2006 BM125               | 26 gennaio 2006   | Spacewatch                        |
| 570005 - | 2006 BJ133               | 26 gennaio 2006   | Spacewatch                        |
| 570006 - | 2006 BZ133               | 27 gennaio 2006   | Spacewatch                        |
| 570007 - | 2006 BB137               | 12 novembre 2001  | SDSS Collaboration                |
| 570008 - | 2006 BX151               | 25 gennaio 2006   | Spacewatch                        |
| 570009 - | 2006 BQ170               | 10 gennaio 2006   | Spacewatch                        |
| 570010 - | 2006 BQ173               | 27 gennaio 2006   | Spacewatch                        |
| 570011 - | 2006 BF175               | 27 gennaio 2006   | Spacewatch                        |
| 570012 - | 2006 BM178               | 27 gennaio 2006   | Mount Lemmon Survey               |
| 570013 - | 2006 BV192               | 30 gennaio 2006   | Spacewatch                        |
| 570014 - | 2006 BW192               | 24 ottobre 2005   | Mauna Kea                         |
| 570015 - | 2006 BY195               | 7 novembre 2005   | Mauna Kea                         |
| 570016 - | 2006 BP198               | 9 luglio 2003     | Spacewatch                        |
| 570017 - | 2006 BX198               | 23 gennaio 2006   | Spacewatch                        |
| 570018 - | 2006 BG203               | 31 gennaio 2006   | Spacewatch                        |
| 570019 - | 2006 BS203               | 31 gennaio 2006   | Spacewatch                        |
| 570020 - | 2006 BZ203               | 6 gennaio 2006    | Spacewatch                        |
| 570021 - | 2006 BT204               | 2 aprile 2016     | Pan-STARRS 1                      |
| 570022 - | 2006 BY205               | 22 gennaio 2006   | Mount Lemmon Survey               |
| 570023 - | 2006 BO207               | 31 gennaio 2006   | Mount Lemmon Survey               |
| 570024 - | 2006 BF211               | 25 gennaio 2006   | Spacewatch                        |
| 570025 - | 2006 BD212               | 25 gennaio 2006   | Spacewatch                        |
| 570026 - | 2006 BF213               | 30 settembre 2005 | Mauna Kea                         |
| 570027 - | 2006 BS215               | 19 gennaio 2006   | CSS                               |
| 570028 - | 2006 BU218               | 23 gennaio 2006   | Spacewatch                        |
| 570029 - | 2006 BD219               | 28 gennaio 2006   | Mount Lemmon Survey               |
| 570030 - | 2006 BU220               | 30 gennaio 2006   | Spacewatch                        |
| 570031 - | 2006 BB222               | 30 gennaio 2006   | Spacewatch                        |
| 570032 - | 2006 BT230               | 23 gennaio 2006   | Spacewatch                        |
| 570033 - | 2006 BK233               | 31 gennaio 2006   | Spacewatch                        |
| 570034 - | 2006 BH234               | 2 dicembre 2005   | Wasserman, L. H., Millis, R. L.   |
| 570035 - | 2006 BP240               | 31 gennaio 2006   | Spacewatch                        |
| 570036 - | 2006 BJ243               | 31 gennaio 2006   | Spacewatch                        |
| 570037 - | 2006 BQ244               | 31 gennaio 2006   | Spacewatch                        |
| 570038 - | 2006 BK246               | 31 gennaio 2006   | Spacewatch                        |
| 570039 - | 2006 BM253               | 31 gennaio 2006   | Spacewatch                        |
| 570040 - | 2006 BF256               | 31 gennaio 2006   | Spacewatch                        |
| 570041 - | 2006 BX264               | 31 gennaio 2006   | Spacewatch                        |
| 570042 - | 2006 BX277               | 21 gennaio 2006   | Spacewatch                        |
| 570043 - | 2006 BB281               | 26 gennaio 2006   | Spacewatch                        |
| 570044 - | 2006 BN286               | 27 gennaio 2006   | Mount Lemmon Survey               |
| 570045 - | 2006 BS286               | 15 febbraio 2013  | Pan-STARRS 1                      |
| 570046 - | 2006 BE287               | 7 dicembre 2008   | Mount Lemmon Survey               |
| 570047 - | 2006 BY287               | 21 dicembre 2014  | Pan-STARRS 1                      |
| 570048 - | 2006 BB288               | 2 aprile 2011     | Mount Lemmon Survey               |
| 570049 - | 2006 BT288               | 21 dicembre 2014  | Mount Lemmon Survey               |
| 570050 - | 2006 BP289               | 26 gennaio 2006   | Spacewatch                        |
| 570051 - | 2006 BR290               | 1 marzo 2011      | Mount Lemmon Survey               |
| 570052 - | 2006 BY291               | 28 gennaio 2015   | Pan-STARRS 1                      |
| 570053 - | 2006 BC292               | 23 gennaio 2006   | Spacewatch                        |
| 570054 - | 2006 BB295               | 23 gennaio 2006   | Spacewatch                        |
| 570055 - | 2006 BP295               | 1 luglio 2011     | Spacewatch                        |
| 570056 - | 2006 BN298               | 30 gennaio 2006   | Spacewatch                        |
| 570057 - | 2006 BL299               | 26 gennaio 2006   | Spacewatch                        |
| 570058 - | 2006 BM299               | 30 gennaio 2006   | Spacewatch                        |
| 570059 - | 2006 BF300               | 23 gennaio 2006   | Spacewatch                        |
| 570060 - | 2006 BT300               | 23 gennaio 2006   | Mount Lemmon Survey               |
| 570061 - | 2006 CA                  | 23 gennaio 2006   | Spacewatch                        |
| 570062 - | 2006 CT1                 | 1 febbraio 2006   | Spacewatch                        |
| 570063 - | 2006 CS8                 | 27 luglio 2003    | Griffin, I., Miranda, A.          |
| 570064 - | 2006 CA12                | 1 febbraio 2006   | Spacewatch                        |
| 570065 - | 2006 CP12                | 1 febbraio 2006   | Spacewatch                        |
| 570066 - | 2006 CN13                | 1 febbraio 2006   | Spacewatch                        |
| 570067 - | 2006 CC14                | 1 febbraio 2006   | Spacewatch                        |
| 570068 - | 2006 CL21                | 23 gennaio 2006   | Mount Lemmon Survey               |
| 570069 - | 2006 CC25                | 2 febbraio 2006   | Spacewatch                        |
| 570070 - | 2006 CM29                | 2 febbraio 2006   | Spacewatch                        |
| 570071 - | 2006 CC33                | 2 febbraio 2006   | Spacewatch                        |
| 570072 - | 2006 CN33                | 23 gennaio 2006   | Mount Lemmon Survey               |
| 570073 - | 2006 CB34                | 9 gennaio 2006    | Spacewatch                        |
| 570074 - | 2006 CJ34                | 2 febbraio 2006   | Mount Lemmon Survey               |
| 570075 - | 2006 CC35                | 1 ottobre 1995    | Spacewatch                        |
| 570076 - | 2006 CD36                | 2 febbraio 2006   | Mount Lemmon Survey               |
| 570077 - | 2006 CC37                | 24 ottobre 2005   | Mauna Kea                         |
| 570078 - | 2006 CP38                | 2 febbraio 2006   | Spacewatch                        |
| 570079 - | 2006 CR38                | 2 febbraio 2006   | Spacewatch                        |
| 570080 - | 2006 CU38                | 11 ottobre 2004   | Wasserman, L. H., Lovering, J. R. |
| 570081 - | 2006 CR52                | 4 febbraio 2006   | Spacewatch                        |
| 570082 - | 2006 CV54                | 23 gennaio 2006   | Mount Lemmon Survey               |
| 570083 - | 2006 CW54                | 5 luglio 2002     | Spacewatch                        |
| 570084 - | 2006 CC55                | 4 febbraio 2006   | Mount Lemmon Survey               |
| 570085 - | 2006 CB56                | 4 febbraio 2006   | Mount Lemmon Survey               |
| 570086 - | 2006 CK57                | 4 febbraio 2006   | Spacewatch                        |
| 570087 - | 2006 CZ64                | 2 febbraio 2006   | Mauna Kea                         |
| 570088 - | 2006 CY65                | 6 febbraio 2006   | Spacewatch                        |
| 570089 - | 2006 CG68                | 4 febbraio 2006   | Spacewatch                        |
| 570090 - | 2006 CG69                | 27 gennaio 2006   | Mount Lemmon Survey               |
| 570091 - | 2006 CM73                | 29 marzo 2011     | Mount Lemmon Survey               |
| 570092 - | 2006 CE74                | 3 aprile 2011     | Pan-STARRS 1                      |
| 570093 - | 2006 CR81                | 16 novembre 2009  | Mount Lemmon Survey               |
| 570094 - | 2006 CL82                | 1 febbraio 2006   | Spacewatch                        |
| 570095 - | 2006 CN82                | 28 dicembre 2011  | Spacewatch                        |
| 570096 - | 2006 CO82                | 1 febbraio 2006   | Spacewatch                        |
| 570097 - | 2006 CZ83                | 28 gennaio 2014   | Spacewatch                        |
| 570098 - | 2006 CC84                | 27 gennaio 2011   | Mount Lemmon Survey               |
| 570099 - | 2006 CG84                | 29 giugno 2014    | Pan-STARRS 1                      |
| 570100 - | 2006 CD85                | 20 novembre 2009  | Mount Lemmon Survey               |

## 570101-570200
| Nome     | Designazione provvisoria | Data di scoperta  | Scopritore            |
| -------- | ------------------------ | ----------------- | --------------------- |
| 570101 - | 2006 CQ85                | 3 dicembre 2008   | Mount Lemmon Survey   |
| 570102 - | 2006 CS85                | 13 settembre 2007 | Mount Lemmon Survey   |
| 570103 - | 2006 DY11                | 20 febbraio 2006  | Spacewatch            |
| 570104 - | 2006 DN15                | 23 gennaio 2006   | Spacewatch            |
| 570105 - | 2006 DT18                | 23 gennaio 2006   | Spacewatch            |
| 570106 - | 2006 DA20                | 20 febbraio 2006  | Spacewatch            |
| 570107 - | 2006 DJ21                | 23 gennaio 2006   | Mount Lemmon Survey   |
| 570108 - | 2006 DH49                | 30 gennaio 2006   | Spacewatch            |
| 570109 - | 2006 DN52                | 24 febbraio 2006  | Spacewatch            |
| 570110 - | 2006 DY56                | 24 febbraio 2006  | NEAT                  |
| 570111 - | 2006 DK59                | 24 febbraio 2006  | Mount Lemmon Survey   |
| 570112 - | 2006 DS60                | 24 febbraio 2006  | Spacewatch            |
| 570113 - | 2006 DH61                | 24 febbraio 2006  | Spacewatch            |
| 570114 - | 2006 DO77                | 24 febbraio 2006  | Spacewatch            |
| 570115 - | 2006 DL78                | 30 gennaio 2006   | Spacewatch            |
| 570116 - | 2006 DG81                | 24 marzo 2001     | Buie, M. W., Kern, S. |
| 570117 - | 2006 DV82                | 30 gennaio 2006   | Wasserman, L. H.      |
| 570118 - | 2006 DA86                | 24 febbraio 2006  | Spacewatch            |
| 570119 - | 2006 DK86                | 11 settembre 2004 | Spacewatch            |
| 570120 - | 2006 DC92                | 30 settembre 2003 | Spacewatch            |
| 570121 - | 2006 DF92                | 24 febbraio 2006  | Spacewatch            |
| 570122 - | 2006 DQ100               | 25 febbraio 2006  | Mount Lemmon Survey   |
| 570123 - | 2006 DL102               | 25 febbraio 2006  | Mount Lemmon Survey   |
| 570124 - | 2006 DQ104               | 25 febbraio 2006  | Spacewatch            |
| 570125 - | 2006 DS104               | 25 febbraio 2006  | Spacewatch            |
| 570126 - | 2006 DH106               | 25 febbraio 2006  | Mount Lemmon Survey   |
| 570127 - | 2006 DG111               | 31 ottobre 2005   | Spacewatch            |
| 570128 - | 2006 DV111               | 26 gennaio 2006   | Spacewatch            |
| 570129 - | 2006 DV112               | 11 aprile 1999    | Spacewatch            |
| 570130 - | 2006 DN114               | 9 febbraio 2006   | NEAT                  |
| 570131 - | 2006 DH128               | 25 febbraio 2006  | Mount Lemmon Survey   |
| 570132 - | 2006 DH129               | 25 febbraio 2006  | Spacewatch            |
| 570133 - | 2006 DQ129               | 25 febbraio 2006  | Spacewatch            |
| 570134 - | 2006 DN139               | 25 febbraio 2006  | Spacewatch            |
| 570135 - | 2006 DR142               | 25 febbraio 2006  | Spacewatch            |
| 570136 - | 2006 DN147               | 25 febbraio 2006  | Mount Lemmon Survey   |
| 570137 - | 2006 DQ149               | 25 febbraio 2006  | Spacewatch            |
| 570138 - | 2006 DW152               | 25 febbraio 2006  | Spacewatch            |
| 570139 - | 2006 DQ154               | 25 febbraio 2006  | Spacewatch            |
| 570140 - | 2006 DY155               | 22 gennaio 2006   | Mount Lemmon Survey   |
| 570141 - | 2006 DM160               | 7 febbraio 2006   | Mount Lemmon Survey   |
| 570142 - | 2006 DT160               | 27 febbraio 2006  | Spacewatch            |
| 570143 - | 2006 DB162               | 27 febbraio 2006  | Mount Lemmon Survey   |
| 570144 - | 2006 DT164               | 27 febbraio 2006  | Spacewatch            |
| 570145 - | 2006 DV166               | 3 dicembre 2005   | Mauna Kea             |
| 570146 - | 2006 DK171               | 27 febbraio 2006  | Spacewatch            |
| 570147 - | 2006 DR175               | 7 ottobre 2004    | Spacewatch            |
| 570148 - | 2006 DW175               | 27 febbraio 2006  | Mount Lemmon Survey   |
| 570149 - | 2006 DM176               | 27 febbraio 2006  | Mount Lemmon Survey   |
| 570150 - | 2006 DV177               | 31 agosto 2003    | AMOS                  |
| 570151 - | 2006 DZ179               | 27 febbraio 2006  | Mount Lemmon Survey   |
| 570152 - | 2006 DG181               | 27 febbraio 2006  | Spacewatch            |
| 570153 - | 2006 DU186               | 27 febbraio 2006  | Spacewatch            |
| 570154 - | 2006 DX187               | 18 settembre 1999 | Spacewatch            |
| 570155 - | 2006 DV194               | 2 febbraio 2006   | Spacewatch            |
| 570156 - | 2006 DK204               | 25 febbraio 2006  | CSS                   |
| 570157 - | 2006 DA205               | 25 febbraio 2006  | Mount Lemmon Survey   |
| 570158 - | 2006 DV209               | 28 febbraio 2006  | Mount Lemmon Survey   |
| 570159 - | 2006 DZ211               | 25 febbraio 2006  | Spacewatch            |
| 570160 - | 2006 DA213               | 24 febbraio 2006  | Spacewatch            |
| 570161 - | 2006 DK215               | 27 febbraio 2006  | Spacewatch            |
| 570162 - | 2006 DN218               | 20 febbraio 2006  | Spacewatch            |
| 570163 - | 2006 DJ221               | 25 febbraio 2006  | Spacewatch            |
| 570164 - | 2006 DK221               | 24 febbraio 2006  | Spacewatch            |
| 570165 - | 2006 DX221               | 27 febbraio 2006  | Spacewatch            |
| 570166 - | 2006 DY221               | 27 febbraio 2006  | Mount Lemmon Survey   |
| 570167 - | 2006 DE223               | 24 settembre 2012 | Mount Lemmon Survey   |
| 570168 - | 2006 DC225               | 24 febbraio 2006  | Mount Lemmon Survey   |
| 570169 - | 2006 DG225               | 27 febbraio 2006  | Spacewatch            |
| 570170 - | 2006 DJ225               | 27 febbraio 2006  | Spacewatch            |
| 570171 - | 2006 ER6                 | 2 marzo 2006      | Spacewatch            |
| 570172 - | 2006 EA8                 | 2 marzo 2006      | Spacewatch            |
| 570173 - | 2006 EQ9                 | 2 marzo 2006      | Spacewatch            |
| 570174 - | 2006 EK10                | 2 marzo 2006      | Spacewatch            |
| 570175 - | 2006 EB19                | 2 marzo 2006      | Mount Lemmon Survey   |
| 570176 - | 2006 EF22                | 31 gennaio 2006   | Spacewatch            |
| 570177 - | 2006 EG24                | 3 marzo 2006      | Spacewatch            |
| 570178 - | 2006 EU24                | 3 marzo 2006      | Spacewatch            |
| 570179 - | 2006 EY24                | 20 febbraio 2006  | Spacewatch            |
| 570180 - | 2006 EF26                | 3 marzo 2006      | Spacewatch            |
| 570181 - | 2006 EY30                | 3 marzo 2006      | Spacewatch            |
| 570182 - | 2006 EC33                | 3 dicembre 2005   | Mauna Kea             |
| 570183 - | 2006 EZ36                | 3 dicembre 2005   | Mauna Kea             |
| 570184 - | 2006 EC38                | 4 marzo 2006      | Mount Lemmon Survey   |
| 570185 - | 2006 EY39                | 24 febbraio 2006  | Spacewatch            |
| 570186 - | 2006 ED42                | 4 marzo 2006      | Spacewatch            |
| 570187 - | 2006 EY43                | 19 gennaio 2013   | Spacewatch            |
| 570188 - | 2006 ET46                | 4 marzo 2006      | Spacewatch            |
| 570189 - | 2006 EN49                | 4 marzo 2006      | Spacewatch            |
| 570190 - | 2006 EA50                | 4 marzo 2006      | Spacewatch            |
| 570191 - | 2006 EQ61                | 5 marzo 2006      | Spacewatch            |
| 570192 - | 2006 EY66                | 27 febbraio 2006  | Mount Lemmon Survey   |
| 570193 - | 2006 EO68                | 3 marzo 2006      | Spacewatch            |
| 570194 - | 2006 EL76                | 10 ottobre 2008   | Mount Lemmon Survey   |
| 570195 - | 2006 EQ76                | 27 aprile 2011    | Mount Lemmon Survey   |
| 570196 - | 2006 EV76                | 6 ottobre 2004    | Spacewatch            |
| 570197 - | 2006 EV77                | 2 marzo 2006      | Spacewatch            |
| 570198 - | 2006 ET80                | 18 gennaio 2015   | Pan-STARRS 1          |
| 570199 - | 2006 EK81                | 4 marzo 2006      | Spacewatch            |
| 570200 - | 2006 ES81                | 4 marzo 2006      | Spacewatch            |

## 570201-570300
| Nome     | Designazione provvisoria | Data di scoperta  | Scopritore                |
| -------- | ------------------------ | ----------------- | ------------------------- |
| 570201 - | 2006 EU81                | 8 marzo 2006      | Mount Lemmon Survey       |
| 570202 - | 2006 FX15                | 2 marzo 2006      | Spacewatch                |
| 570203 - | 2006 FM24                | 24 marzo 2006     | Spacewatch                |
| 570204 - | 2006 FM29                | 24 marzo 2006     | Spacewatch                |
| 570205 - | 2006 FQ30                | 25 marzo 2006     | Spacewatch                |
| 570206 - | 2006 FV31                | 25 marzo 2006     | Spacewatch                |
| 570207 - | 2006 FO47                | 2 aprile 2006     | CSS                       |
| 570208 - | 2006 FC55                | 1 aprile 2011     | Spacewatch                |
| 570209 - | 2006 FU55                | 24 ottobre 2008   | Spacewatch                |
| 570210 - | 2006 FA56                | 5 marzo 2006      | Spacewatch                |
| 570211 - | 2006 FU56                | 26 marzo 2006     | Spacewatch                |
| 570212 - | 2006 FX57                | 26 marzo 2006     | Mount Lemmon Survey       |
| 570213 - | 2006 FN58                | 23 marzo 2006     | Spacewatch                |
| 570214 - | 2006 FS58                | 26 marzo 2006     | Mount Lemmon Survey       |
| 570215 - | 2006 FV58                | 24 marzo 2006     | Mount Lemmon Survey       |
| 570216 - | 2006 FR59                | 19 febbraio 2014  | Mount Lemmon Survey       |
| 570217 - | 2006 FN60                | 26 marzo 2006     | Mount Lemmon Survey       |
| 570218 - | 2006 FR60                | 25 marzo 2006     | Spacewatch                |
| 570219 - | 2006 FS60                | 25 marzo 2006     | Spacewatch                |
| 570220 - | 2006 GJ3                 | 7 aprile 2006     | Young, J.                 |
| 570221 - | 2006 GB7                 | 2 aprile 2006     | Spacewatch                |
| 570222 - | 2006 GE8                 | 24 febbraio 2006  | Spacewatch                |
| 570223 - | 2006 GS11                | 2 aprile 2006     | Spacewatch                |
| 570224 - | 2006 GC30                | 2 aprile 2006     | Mount Lemmon Survey       |
| 570225 - | 2006 GO33                | 2 marzo 2006      | Spacewatch                |
| 570226 - | 2006 GO44                | 2 aprile 2006     | Mount Lemmon Survey       |
| 570227 - | 2006 GH45                | 7 aprile 2006     | Healy, D.                 |
| 570228 - | 2006 GU55                | 9 aprile 2006     | Mount Lemmon Survey       |
| 570229 - | 2006 GY55                | 20 agosto 2014    | Pan-STARRS 1              |
| 570230 - | 2006 GD57                | 2 aprile 2006     | Mount Lemmon Survey       |
| 570231 - | 2006 GE57                | 6 novembre 2012   | Mount Lemmon Survey       |
| 570232 - | 2006 GX58                | 7 aprile 2006     | Spacewatch                |
| 570233 - | 2006 HN12                | 3 marzo 2006      | Spacewatch                |
| 570234 - | 2006 HS16                | 19 aprile 2006    | Spacewatch                |
| 570235 - | 2006 HY19                | 25 marzo 2006     | Spacewatch                |
| 570236 - | 2006 HL36                | 7 aprile 2006     | Spacewatch                |
| 570237 - | 2006 HM38                | 21 aprile 2006    | Spacewatch                |
| 570238 - | 2006 HM49                | 25 aprile 2006    | Spacewatch                |
| 570239 - | 2006 HP61                | 7 aprile 2006     | Spacewatch                |
| 570240 - | 2006 HH62                | 24 aprile 2006    | Spacewatch                |
| 570241 - | 2006 HU66                | 24 aprile 2006    | Spacewatch                |
| 570242 - | 2006 HN74                | 25 aprile 2006    | Spacewatch                |
| 570243 - | 2006 HS74                | 25 aprile 2006    | Spacewatch                |
| 570244 - | 2006 HA76                | 25 aprile 2006    | Spacewatch                |
| 570245 - | 2006 HC86                | 27 aprile 2006    | Spacewatch                |
| 570246 - | 2006 HT90                | 28 aprile 2006    | LINEAR                    |
| 570247 - | 2006 HJ93                | 29 aprile 2006    | Spacewatch                |
| 570248 - | 2006 HB94                | 29 aprile 2006    | Spacewatch                |
| 570249 - | 2006 HG98                | 7 aprile 2006     | Spacewatch                |
| 570250 - | 2006 HZ100               | 30 aprile 2006    | Spacewatch                |
| 570251 - | 2006 HX103               | 30 aprile 2006    | Spacewatch                |
| 570252 - | 2006 HJ108               | 30 aprile 2006    | Spacewatch                |
| 570253 - | 2006 HJ109               | 18 gennaio 2005   | Spacewatch                |
| 570254 - | 2006 HP112               | 26 marzo 2006     | Mount Lemmon Survey       |
| 570255 - | 2006 HW115               | 26 aprile 2006    | Mount Lemmon Survey       |
| 570256 - | 2006 HN116               | 26 aprile 2006    | Spacewatch                |
| 570257 - | 2006 HU116               | 21 settembre 2003 | Spacewatch                |
| 570258 - | 2006 HN123               | 18 ottobre 2003   | Spacewatch                |
| 570259 - | 2006 HD124               | 2 maggio 2006     | Mount Lemmon Survey       |
| 570260 - | 2006 HG125               | 30 aprile 2006    | Spacewatch                |
| 570261 - | 2006 HW131               | 26 aprile 2006    | Cerro Tololo              |
| 570262 - | 2006 HV139               | 26 aprile 2006    | Cerro Tololo              |
| 570263 - | 2006 HE141               | 30 gennaio 2006   | Spacewatch                |
| 570264 - | 2006 HH141               | 31 gennaio 2006   | Spacewatch                |
| 570265 - | 2006 HQ144               | 27 aprile 2006    | Cerro Tololo              |
| 570266 - | 2006 HN146               | 2 maggio 2006     | Mount Lemmon Survey       |
| 570267 - | 2006 HE156               | 29 aprile 2006    | Spacewatch                |
| 570268 - | 2006 HM157               | 7 dicembre 2015   | Pan-STARRS 1              |
| 570269 - | 2006 HC159               | 17 ottobre 2012   | Pan-STARRS 1              |
| 570270 - | 2006 JH3                 | 16 ottobre 2003   | Spacewatch                |
| 570271 - | 2006 JF7                 | 1 maggio 2006     | Spacewatch                |
| 570272 - | 2006 JQ9                 | 1 maggio 2006     | Spacewatch                |
| 570273 - | 2006 JA19                | 2 maggio 2006     | Mount Lemmon Survey       |
| 570274 - | 2006 JF41                | 7 maggio 2006     | Mount Lemmon Survey       |
| 570275 - | 2006 JK45                | 21 aprile 2006    | Spacewatch                |
| 570276 - | 2006 JX51                | 3 maggio 2006     | Mount Lemmon Survey       |
| 570277 - | 2006 JM55                | 7 aprile 2006     | LONEOS                    |
| 570278 - | 2006 JL62                | 5 gennaio 2006    | Mount Lemmon Survey       |
| 570279 - | 2006 JP65                | 1 maggio 2006     | Trilling, D. E.           |
| 570280 - | 2006 JS78                | 1 maggio 2006     | Mauna Kea                 |
| 570281 - | 2006 JS82                | 31 gennaio 2009   | Spacewatch                |
| 570282 - | 2006 JH83                | 17 ottobre 2012   | Pan-STARRS 1              |
| 570283 - | 2006 JP83                | 23 febbraio 2015  | Pan-STARRS 1              |
| 570284 - | 2006 JT83                | 6 settembre 2013  | Mount Lemmon Survey       |
| 570285 - | 2006 JU83                | 30 luglio 2008    | Spacewatch                |
| 570286 - | 2006 JX83                | 19 marzo 2013     | Palomar Transient Factory |
| 570287 - | 2006 JV84                | 2 maggio 2006     | Mount Lemmon Survey       |
| 570288 - | 2006 JS85                | 10 ottobre 2007   | Spacewatch                |
| 570289 - | 2006 JU85                | 25 gennaio 2009   | Spacewatch                |
| 570290 - | 2006 JX85                | 8 maggio 2006     | Spacewatch                |
| 570291 - | 2006 JZ86                | 21 settembre 2012 | Mount Lemmon Survey       |
| 570292 - | 2006 JV87                | 26 agosto 2012    | Pan-STARRS 1              |
| 570293 - | 2006 JX87                | 16 febbraio 2015  | Pan-STARRS 1              |
| 570294 - | 2006 JS88                | 5 maggio 2006     | Spacewatch                |
| 570295 - | 2006 KJ8                 | 16 febbraio 2005  | Boattini, A.              |
| 570296 - | 2006 KT16                | 14 febbraio 2005  | Spacewatch                |
| 570297 - | 2006 KA21                | 20 maggio 2006    | Spacewatch                |
| 570298 - | 2006 KD23                | 22 maggio 2006    | Spacewatch                |
| 570299 - | 2006 KS35                | 20 maggio 2006    | Spacewatch                |
| 570300 - | 2006 KQ36                | 21 maggio 2006    | Spacewatch                |

## 570301-570400
| Nome     | Designazione provvisoria | Data di scoperta  | Scopritore           |
| -------- | ------------------------ | ----------------- | -------------------- |
| 570301 - | 2006 KG40                | 18 maggio 2006    | NEAT                 |
| 570302 - | 2006 KJ45                | 21 maggio 2006    | Spacewatch           |
| 570303 - | 2006 KR46                | 21 maggio 2006    | Mount Lemmon Survey  |
| 570304 - | 2006 KV46                | 21 maggio 2006    | Spacewatch           |
| 570305 - | 2006 KW46                | 21 maggio 2006    | Mount Lemmon Survey  |
| 570306 - | 2006 KX47                | 21 maggio 2006    | Spacewatch           |
| 570307 - | 2006 KF48                | 8 maggio 2006     | Spacewatch           |
| 570308 - | 2006 KJ55                | 21 maggio 2006    | Spacewatch           |
| 570309 - | 2006 KZ57                | 22 maggio 2006    | Spacewatch           |
| 570310 - | 2006 KV59                | 22 maggio 2006    | Spacewatch           |
| 570311 - | 2006 KS61                | 22 maggio 2006    | Spacewatch           |
| 570312 - | 2006 KU66                | 24 maggio 2006    | Spacewatch           |
| 570313 - | 2006 KZ69                | 22 maggio 2006    | Spacewatch           |
| 570314 - | 2006 KF70                | 22 maggio 2006    | Spacewatch           |
| 570315 - | 2006 KT73                | 9 maggio 2006     | Mount Lemmon Survey  |
| 570316 - | 2006 KP77                | 30 settembre 2003 | Spacewatch           |
| 570317 - | 2006 KX77                | 24 maggio 2006    | Mount Lemmon Survey  |
| 570318 - | 2006 KL78                | 6 maggio 2006     | Mount Lemmon Survey  |
| 570319 - | 2006 KD82                | 25 maggio 2006    | Mount Lemmon Survey  |
| 570320 - | 2006 KR82                | 8 maggio 2006     | Mount Lemmon Survey  |
| 570321 - | 2006 KD83                | 20 aprile 2006    | Mount Lemmon Survey  |
| 570322 - | 2006 KA84                | 21 maggio 2006    | Spacewatch           |
| 570323 - | 2006 KZ88                | 26 maggio 2006    | Mount Lemmon Survey  |
| 570324 - | 2006 KE90                | 23 maggio 2006    | Spacewatch           |
| 570325 - | 2006 KF94                | 25 maggio 2006    | Spacewatch           |
| 570326 - | 2006 KU98                | 26 maggio 2006    | Spacewatch           |
| 570327 - | 2006 KM105               | 25 marzo 2006     | Spacewatch           |
| 570328 - | 2006 KH109               | 3 maggio 2006     | Mount Lemmon Survey  |
| 570329 - | 2006 KG110               | 12 gennaio 2010   | Mount Lemmon Survey  |
| 570330 - | 2006 KJ115               | 4 maggio 2006     | Spacewatch           |
| 570331 - | 2006 KX115               | 19 novembre 2003  | Spacewatch           |
| 570332 - | 2006 KP117               | 7 aprile 2006     | Spacewatch           |
| 570333 - | 2006 KN119               | 31 maggio 2006    | Spacewatch           |
| 570334 - | 2006 KP119               | 23 maggio 2006    | Spacewatch           |
| 570335 - | 2006 KN120               | 9 maggio 2006     | Mount Lemmon Survey  |
| 570336 - | 2006 KZ121               | 19 maggio 2006    | Mount Lemmon Survey  |
| 570337 - | 2006 KQ131               | 25 maggio 2006    | Mauna Kea            |
| 570338 - | 2006 KD134               | 25 maggio 2006    | Mauna Kea            |
| 570339 - | 2006 KD138               | 25 maggio 2006    | Mauna Kea            |
| 570340 - | 2006 KR139               | 23 maggio 2006    | Mount Lemmon Survey  |
| 570341 - | 2006 KX144               | 19 maggio 2006    | Mount Lemmon Survey  |
| 570342 - | 2006 KW146               | 24 settembre 2012 | Mount Lemmon Survey  |
| 570343 - | 2006 KX146               | 3 ottobre 2013    | Spacewatch           |
| 570344 - | 2006 KO149               | 22 marzo 2015     | Pan-STARRS 1         |
| 570345 - | 2006 KX150               | 26 dicembre 2011  | Mount Lemmon Survey  |
| 570346 - | 2006 KX151               | 8 maggio 2014     | Pan-STARRS 1         |
| 570347 - | 2006 KG152               | 3 novembre 2008   | Mount Lemmon Survey  |
| 570348 - | 2006 KV153               | 27 ottobre 2008   | Spacewatch           |
| 570349 - | 2006 KE155               | 11 ottobre 2012   | Pan-STARRS 1         |
| 570350 - | 2006 KH155               | 27 maggio 2006    | Spacewatch           |
| 570351 - | 2006 LL3                 | 27 maggio 2006    | CSS                  |
| 570352 - | 2006 LH8                 | 7 giugno 2006     | Bourban, G.          |
| 570353 - | 2006 LL8                 | 2 aprile 2009     | Spacewatch           |
| 570354 - | 2006 LJ9                 | 9 ottobre 2016    | Pan-STARRS 1         |
| 570355 - | 2006 MS4                 | 17 giugno 2006    | Spacewatch           |
| 570356 - | 2006 MB10                | 21 giugno 2006    | Spacewatch           |
| 570357 - | 2006 MF12                | 21 giugno 2006    | LUSS                 |
| 570358 - | 2006 MT13                | 22 giugno 2006    | NEAT                 |
| 570359 - | 2006 MZ15                | 9 dicembre 2012   | Pan-STARRS 1         |
| 570360 - | 2006 ML16                | 18 marzo 2010     | Mount Lemmon Survey  |
| 570361 - | 2006 OZ3                 | 25 maggio 2006    | Mount Lemmon Survey  |
| 570362 - | 2006 OX14                | 20 luglio 2006    | Broughton, J.        |
| 570363 - | 2006 OB27                | 2 gennaio 2009    | Spacewatch           |
| 570364 - | 2006 OR34                | 21 luglio 2006    | Mount Lemmon Survey  |
| 570365 - | 2006 OG35                | 8 ottobre 2007    | Spacewatch           |
| 570366 - | 2006 OS37                | 1 ottobre 2008    | Mount Lemmon Survey  |
| 570367 - | 2006 PU                  | 6 agosto 2006     | LONEOS               |
| 570368 - | 2006 PO24                | 12 agosto 2006    | NEAT                 |
| 570369 - | 2006 PW33                | 14 agosto 2006    | Siding Spring Survey |
| 570370 - | 2006 PF34                | 15 agosto 2006    | NEAT                 |
| 570371 - | 2006 PK37                | 12 agosto 2006    | NEAT                 |
| 570372 - | 2006 PB38                | 20 giugno 2006    | Mount Lemmon Survey  |
| 570373 - | 2006 PZ41                | 21 luglio 2006    | CSS                  |
| 570374 - | 2006 QW7                 | 19 agosto 2006    | Spacewatch           |
| 570375 - | 2006 QV17                | 16 agosto 2006    | Siding Spring Survey |
| 570376 - | 2006 QG23                | 21 agosto 2006    | NEAT                 |
| 570377 - | 2006 QY26                | 21 luglio 2006    | CSS                  |
| 570378 - | 2006 QG31                | 21 agosto 2006    | Spacewatch           |
| 570379 - | 2006 QD44                | 19 agosto 2006    | Spacewatch           |
| 570380 - | 2006 QL46                | 20 agosto 2006    | NEAT                 |
| 570381 - | 2006 QQ46                | 20 novembre 2003  | Spacewatch           |
| 570382 - | 2006 QE48                | 17 agosto 2006    | NEAT                 |
| 570383 - | 2006 QO58                | 27 agosto 2006    | LUSS                 |
| 570384 - | 2006 QQ70                | 21 agosto 2006    | Spacewatch           |
| 570385 - | 2006 QA72                | 21 agosto 2006    | Spacewatch           |
| 570386 - | 2006 QO72                | 21 agosto 2006    | Spacewatch           |
| 570387 - | 2006 QE79                | 23 agosto 2006    | NEAT                 |
| 570388 - | 2006 QY80                | 24 agosto 2006    | NEAT                 |
| 570389 - | 2006 QX90                | 17 agosto 2006    | NEAT                 |
| 570390 - | 2006 QF101               | 27 agosto 2006    | Spacewatch           |
| 570391 - | 2006 QP102               | 2 aprile 2005     | Mount Lemmon Survey  |
| 570392 - | 2006 QN109               | 28 agosto 2006    | Spacewatch           |
| 570393 - | 2006 QS109               | 19 agosto 2006    | Spacewatch           |
| 570394 - | 2006 QL111               | 29 agosto 2006    | LUSS                 |
| 570395 - | 2006 QV111               | 22 agosto 2006    | NEAT                 |
| 570396 - | 2006 QT129               | 19 agosto 2006    | LONEOS               |
| 570397 - | 2006 QQ139               | 17 agosto 2006    | NEAT                 |
| 570398 - | 2006 QV149               | 18 agosto 2006    | Spacewatch           |
| 570399 - | 2006 QU150               | 19 agosto 2006    | Spacewatch           |
| 570400 - | 2006 QD152               | 19 agosto 2006    | Spacewatch           |

## 570401-570500
| Nome     | Designazione provvisoria | Data di scoperta  | Scopritore               |
| -------- | ------------------------ | ----------------- | ------------------------ |
| 570401 - | 2006 QA156               | 19 agosto 2006    | Spacewatch               |
| 570402 - | 2006 QT156               | 19 agosto 2006    | Spacewatch               |
| 570403 - | 2006 QC157               | 19 agosto 2006    | Spacewatch               |
| 570404 - | 2006 QZ157               | 19 agosto 2006    | Spacewatch               |
| 570405 - | 2006 QM186               | 19 agosto 2006    | Spacewatch               |
| 570406 - | 2006 QA189               | 20 ottobre 2011   | Mount Lemmon Survey      |
| 570407 - | 2006 QR189               | 20 febbraio 2014  | Pan-STARRS 1             |
| 570408 - | 2006 QA190               | 16 settembre 2010 | Mount Lemmon Survey      |
| 570409 - | 2006 QB190               | 21 agosto 2006    | Spacewatch               |
| 570410 - | 2006 QJ190               | 29 agosto 2006    | Spacewatch               |
| 570411 - | 2006 QF191               | 19 agosto 2006    | Spacewatch               |
| 570412 - | 2006 QG191               | 27 agosto 2006    | Spacewatch               |
| 570413 - | 2006 QY191               | 28 agosto 2006    | Spacewatch               |
| 570414 - | 2006 QR200               | 19 agosto 2006    | Spacewatch               |
| 570415 - | 2006 QV200               | 14 luglio 2016    | Pan-STARRS 1             |
| 570416 - | 2006 QN201               | 31 gennaio 2009   | Spacewatch               |
| 570417 - | 2006 QQ201               | 13 ottobre 2007   | Spacewatch               |
| 570418 - | 2006 QZ201               | 18 settembre 2012 | Mount Lemmon Survey      |
| 570419 - | 2006 QG202               | 19 agosto 2006    | Spacewatch               |
| 570420 - | 2006 QL202               | 28 agosto 2006    | Spacewatch               |
| 570421 - | 2006 QX202               | 28 agosto 2006    | Spacewatch               |
| 570422 - | 2006 QY202               | 19 agosto 2006    | Spacewatch               |
| 570423 - | 2006 QO203               | 27 agosto 2006    | Spacewatch               |
| 570424 - | 2006 QS203               | 19 agosto 2006    | Spacewatch               |
| 570425 - | 2006 QB204               | 18 agosto 2006    | Spacewatch               |
| 570426 - | 2006 QP204               | 19 agosto 2006    | Spacewatch               |
| 570427 - | 2006 RF13                | 14 settembre 2006 | Spacewatch               |
| 570428 - | 2006 RX13                | 17 agosto 2006    | NEAT                     |
| 570429 - | 2006 RY21                | 15 settembre 2006 | CSS                      |
| 570430 - | 2006 RJ22                | 15 settembre 2006 | NEAT                     |
| 570431 - | 2006 RM24                | 14 settembre 2006 | Spacewatch               |
| 570432 - | 2006 RY34                | 15 settembre 2006 | CSS                      |
| 570433 - | 2006 RB65                | 29 agosto 2006    | Spacewatch               |
| 570434 - | 2006 RL72                | 15 settembre 2006 | Spacewatch               |
| 570435 - | 2006 RX74                | 15 settembre 2006 | Spacewatch               |
| 570436 - | 2006 RR76                | 15 settembre 2006 | Spacewatch               |
| 570437 - | 2006 RH79                | 15 settembre 2006 | Spacewatch               |
| 570438 - | 2006 RJ87                | 15 settembre 2006 | Spacewatch               |
| 570439 - | 2006 RO88                | 15 settembre 2006 | Spacewatch               |
| 570440 - | 2006 RF92                | 15 settembre 2006 | Spacewatch               |
| 570441 - | 2006 RS92                | 15 settembre 2006 | Spacewatch               |
| 570442 - | 2006 RY92                | 15 settembre 2006 | Spacewatch               |
| 570443 - | 2006 RJ97                | 15 settembre 2006 | Spacewatch               |
| 570444 - | 2006 RL100               | 14 settembre 2006 | CSS                      |
| 570445 - | 2006 RX100               | 16 agosto 2006    | NEAT                     |
| 570446 - | 2006 RQ103               | 11 settembre 2006 | SDSS Collaboration       |
| 570447 - | 2006 RX106               | 19 settembre 2006 | Spacewatch               |
| 570448 - | 2006 RX112               | 14 settembre 2006 | Masiero, J., Jedicke, R. |
| 570449 - | 2006 RW116               | 14 settembre 2006 | Spacewatch               |
| 570450 - | 2006 RC125               | 15 settembre 2006 | Spacewatch               |
| 570451 - | 2006 SN1                 | 16 settembre 2006 | Spacewatch               |
| 570452 - | 2006 SC13                | 17 settembre 2006 | CSS                      |
| 570453 - | 2006 SQ18                | 19 agosto 2006    | LONEOS                   |
| 570454 - | 2006 SQ23                | 18 settembre 2006 | CSS                      |
| 570455 - | 2006 SG28                | 19 agosto 2006    | Spacewatch               |
| 570456 - | 2006 SR28                | 17 settembre 2006 | Spacewatch               |
| 570457 - | 2006 SP30                | 17 settembre 2006 | Spacewatch               |
| 570458 - | 2006 SG31                | 29 agosto 2006    | Spacewatch               |
| 570459 - | 2006 SH31                | 29 agosto 2006    | Spacewatch               |
| 570460 - | 2006 SX31                | 17 settembre 2006 | Spacewatch               |
| 570461 - | 2006 SJ42                | 18 settembre 2006 | Spacewatch               |
| 570462 - | 2006 SF48                | 19 settembre 2006 | Spacewatch               |
| 570463 - | 2006 SG51                | 17 settembre 2006 | CSS                      |
| 570464 - | 2006 SX57                | 17 settembre 2006 | Spacewatch               |
| 570465 - | 2006 SR58                | 28 settembre 2001 | NEAT                     |
| 570466 - | 2006 SY65                | 19 settembre 2006 | Spacewatch               |
| 570467 - | 2006 SX70                | 19 settembre 2006 | Spacewatch               |
| 570468 - | 2006 SA83                | 18 settembre 2006 | Spacewatch               |
| 570469 - | 2006 SM83                | 18 settembre 2006 | Spacewatch               |
| 570470 - | 2006 SY84                | 18 settembre 2006 | Spacewatch               |
| 570471 - | 2006 SA88                | 28 settembre 2011 | Mount Lemmon Survey      |
| 570472 - | 2006 SA89                | 3 febbraio 2000   | Spacewatch               |
| 570473 - | 2006 SL89                | 18 settembre 2006 | Spacewatch               |
| 570474 - | 2006 SA98                | 18 settembre 2006 | Spacewatch               |
| 570475 - | 2006 SL98                | 18 settembre 2006 | Spacewatch               |
| 570476 - | 2006 SK105               | 19 settembre 2006 | Spacewatch               |
| 570477 - | 2006 SY105               | 19 settembre 2006 | Spacewatch               |
| 570478 - | 2006 SW126               | 22 settembre 2006 | LONEOS                   |
| 570479 - | 2006 ST136               | 8 novembre 2007   | Mount Lemmon Survey      |
| 570480 - | 2006 SX142               | 19 settembre 2006 | Spacewatch               |
| 570481 - | 2006 SH146               | 19 settembre 2006 | Spacewatch               |
| 570482 - | 2006 SW148               | 19 settembre 2006 | Spacewatch               |
| 570483 - | 2006 SH158               | 23 settembre 2006 | Spacewatch               |
| 570484 - | 2006 SP163               | 24 settembre 2006 | Spacewatch               |
| 570485 - | 2006 SX163               | 24 settembre 2006 | Bickel, W.               |
| 570486 - | 2006 SJ168               | 17 settembre 2006 | Spacewatch               |
| 570487 - | 2006 SS169               | 25 settembre 2006 | Spacewatch               |
| 570488 - | 2006 SF172               | 25 settembre 2006 | Spacewatch               |
| 570489 - | 2006 SE173               | 25 settembre 2006 | Spacewatch               |
| 570490 - | 2006 SS177               | 14 aprile 2004    | Spacewatch               |
| 570491 - | 2006 SK179               | 25 settembre 2006 | Spacewatch               |
| 570492 - | 2006 SW179               | 5 luglio 2000     | Spacewatch               |
| 570493 - | 2006 SZ179               | 25 settembre 2006 | Spacewatch               |
| 570494 - | 2006 SU181               | 25 settembre 2006 | Mount Lemmon Survey      |
| 570495 - | 2006 SY183               | 25 settembre 2006 | Spacewatch               |
| 570496 - | 2006 SA184               | 18 settembre 2006 | Spacewatch               |
| 570497 - | 2006 SA190               | 26 settembre 2006 | Mount Lemmon Survey      |
| 570498 - | 2006 SO190               | 26 settembre 2006 | Mount Lemmon Survey      |
| 570499 - | 2006 SD191               | 19 settembre 2006 | Spacewatch               |
| 570500 - | 2006 SE197               | 20 settembre 2006 | Bickel, W.               |

## 570501-570600
| Nome     | Designazione provvisoria | Data di scoperta  | Scopritore                     |
| -------- | ------------------------ | ----------------- | ------------------------------ |
| 570501 - | 2006 SC203               | 22 settembre 1995 | Spacewatch                     |
| 570502 - | 2006 SZ206               | 25 settembre 2006 | Mount Lemmon Survey            |
| 570503 - | 2006 SN213               | 21 agosto 2006    | Spacewatch                     |
| 570504 - | 2006 SG219               | 23 settembre 2006 | Spacewatch                     |
| 570505 - | 2006 SV219               | 28 agosto 2006    | CSS                            |
| 570506 - | 2006 SB228               | 26 settembre 2006 | Spacewatch                     |
| 570507 - | 2006 SP231               | 18 settembre 2006 | Spacewatch                     |
| 570508 - | 2006 SR233               | 18 settembre 2006 | Spacewatch                     |
| 570509 - | 2006 SU240               | 26 settembre 2006 | Spacewatch                     |
| 570510 - | 2006 SJ242               | 26 settembre 2006 | Spacewatch                     |
| 570511 - | 2006 SA243               | 15 ottobre 2001   | Spacewatch                     |
| 570512 - | 2006 SO245               | 1 ottobre 1995    | Spacewatch                     |
| 570513 - | 2006 ST246               | 15 settembre 2006 | Spacewatch                     |
| 570514 - | 2006 SS261               | 26 settembre 2006 | Mount Lemmon Survey            |
| 570515 - | 2006 SF278               | 29 agosto 2006    | Spacewatch                     |
| 570516 - | 2006 SB289               | 26 settembre 2006 | CSS                            |
| 570517 - | 2006 SR290               | 3 ottobre 2006    | Spacewatch                     |
| 570518 - | 2006 SD293               | 21 agosto 2006    | Spacewatch                     |
| 570519 - | 2006 SD304               | 27 settembre 2006 | Mount Lemmon Survey            |
| 570520 - | 2006 SA305               | 15 ottobre 2001   | SDSS Collaboration             |
| 570521 - | 2006 SP305               | 17 aprile 2005    | Spacewatch                     |
| 570522 - | 2006 SG306               | 27 settembre 2006 | Spacewatch                     |
| 570523 - | 2006 SS307               | 17 settembre 2006 | Spacewatch                     |
| 570524 - | 2006 SB314               | 17 settembre 2006 | Spacewatch                     |
| 570525 - | 2006 SB322               | 17 settembre 2006 | Spacewatch                     |
| 570526 - | 2006 SM324               | 14 settembre 2006 | Spacewatch                     |
| 570527 - | 2006 SK327               | 27 settembre 2006 | Spacewatch                     |
| 570528 - | 2006 SQ330               | 28 settembre 2006 | Spacewatch                     |
| 570529 - | 2006 SY331               | 28 settembre 2006 | Mount Lemmon Survey            |
| 570530 - | 2006 SH339               | 28 settembre 2006 | Spacewatch                     |
| 570531 - | 2006 SJ339               | 28 settembre 2006 | Spacewatch                     |
| 570532 - | 2006 SA342               | 28 settembre 2006 | Spacewatch                     |
| 570533 - | 2006 SF343               | 28 settembre 2006 | Spacewatch                     |
| 570534 - | 2006 SV343               | 28 settembre 2006 | Spacewatch                     |
| 570535 - | 2006 SX344               | 28 settembre 2006 | Spacewatch                     |
| 570536 - | 2006 SE346               | 28 settembre 2006 | Spacewatch                     |
| 570537 - | 2006 ST360               | 30 settembre 2006 | Mount Lemmon Survey            |
| 570538 - | 2006 SW368               | 30 settembre 2006 | Siding Spring Survey           |
| 570539 - | 2006 SG374               | 16 settembre 2006 | SDSS Collaboration             |
| 570540 - | 2006 SS374               | 11 settembre 2006 | SDSS Collaboration             |
| 570541 - | 2006 SH375               | 17 settembre 2006 | SDSS Collaboration             |
| 570542 - | 2006 SU376               | 11 novembre 2006  | Mount Lemmon Survey            |
| 570543 - | 2006 SV376               | 17 settembre 2006 | SDSS Collaboration             |
| 570544 - | 2006 SF377               | 17 settembre 2006 | SDSS Collaboration             |
| 570545 - | 2006 SG377               | 17 settembre 2006 | SDSS Collaboration             |
| 570546 - | 2006 SZ377               | 17 settembre 2006 | SDSS Collaboration             |
| 570547 - | 2006 SM384               | 17 settembre 2006 | SDSS Collaboration             |
| 570548 - | 2006 SM386               | 11 settembre 2006 | SDSS Collaboration             |
| 570549 - | 2006 SJ389               | 22 settembre 2006 | SDSS Collaboration             |
| 570550 - | 2006 SR411               | 20 settembre 2006 | CSS                            |
| 570551 - | 2006 SA413               | 17 settembre 2006 | CSS                            |
| 570552 - | 2006 SN423               | 27 settembre 2006 | Mount Lemmon Survey            |
| 570553 - | 2006 SN424               | 30 settembre 2006 | Mount Lemmon Survey            |
| 570554 - | 2006 SO424               | 30 settembre 2006 | Mount Lemmon Survey            |
| 570555 - | 2006 SC425               | 26 settembre 2006 | Mount Lemmon Survey            |
| 570556 - | 2006 SE425               | 26 settembre 2006 | Spacewatch                     |
| 570557 - | 2006 SB426               | 1 dicembre 2014   | Pan-STARRS 1                   |
| 570558 - | 2006 SH427               | 28 settembre 2006 | Spacewatch                     |
| 570559 - | 2006 SY428               | 17 settembre 2006 | Spacewatch                     |
| 570560 - | 2006 SM429               | 19 settembre 2006 | Spacewatch                     |
| 570561 - | 2006 SB430               | 18 settembre 2006 | Spacewatch                     |
| 570562 - | 2006 SM430               | 26 agosto 2011    | Sarneczky, K.                  |
| 570563 - | 2006 SP433               | 24 ottobre 2013   | Mount Lemmon Survey            |
| 570564 - | 2006 SA434               | 16 maggio 2009    | Mount Lemmon Survey            |
| 570565 - | 2006 SJ434               | 19 settembre 2006 | Spacewatch                     |
| 570566 - | 2006 SB440               | 17 settembre 2006 | Spacewatch                     |
| 570567 - | 2006 SR440               | 18 dicembre 2007  | Holvorcem, P. R., Schwartz, M. |
| 570568 - | 2006 ST440               | 16 marzo 2009     | Mount Lemmon Survey            |
| 570569 - | 2006 SO441               | 23 settembre 2011 | Pan-STARRS 1                   |
| 570570 - | 2006 SQ441               | 28 settembre 2006 | Spacewatch                     |
| 570571 - | 2006 SK442               | 26 novembre 2014  | Pan-STARRS 1                   |
| 570572 - | 2006 SF444               | 19 settembre 2006 | Spacewatch                     |
| 570573 - | 2006 SW446               | 26 settembre 2006 | Spacewatch                     |
| 570574 - | 2006 SC448               | 17 settembre 2006 | Spacewatch                     |
| 570575 - | 2006 SJ448               | 17 settembre 2006 | Spacewatch                     |
| 570576 - | 2006 SK448               | 28 settembre 2006 | Spacewatch                     |
| 570577 - | 2006 SF450               | 17 settembre 2006 | Spacewatch                     |
| 570578 - | 2006 SQ453               | 17 settembre 2006 | Spacewatch                     |
| 570579 - | 2006 TV9                 | 13 ottobre 2006   | Ferrando, R., Ferrando, M.     |
| 570580 - | 2006 TR12                | 27 settembre 2006 | LONEOS                         |
| 570581 - | 2006 TC32                | 26 settembre 2006 | Mount Lemmon Survey            |
| 570582 - | 2006 TO47                | 12 ottobre 2006   | Spacewatch                     |
| 570583 - | 2006 TG56                | 13 ottobre 2006   | Spacewatch                     |
| 570584 - | 2006 TU58                | 13 ottobre 2006   | Spacewatch                     |
| 570585 - | 2006 TQ60                | 20 settembre 2006 | Bickel, W.                     |
| 570586 - | 2006 TH61                | 17 settembre 2006 | Spacewatch                     |
| 570587 - | 2006 TT61                | 4 ottobre 2006    | Mount Lemmon Survey            |
| 570588 - | 2006 TM64                | 11 ottobre 2006   | Spacewatch                     |
| 570589 - | 2006 TN65                | 20 settembre 2006 | NEAT                           |
| 570590 - | 2006 TA66                | 21 settembre 2001 | SDSS Collaboration             |
| 570591 - | 2006 TR79                | 13 ottobre 2006   | Spacewatch                     |
| 570592 - | 2006 TO95                | 3 ottobre 2006    | Mount Lemmon Survey            |
| 570593 - | 2006 TE96                | 14 settembre 2002 | NEAT                           |
| 570594 - | 2006 TD99                | 15 ottobre 2006   | Spacewatch                     |
| 570595 - | 2006 TA103               | 28 settembre 2006 | Mount Lemmon Survey            |
| 570596 - | 2006 TH111               | 1 ottobre 2006    | SDSS Collaboration             |
| 570597 - | 2006 TX111               | 1 ottobre 2006    | SDSS Collaboration             |
| 570598 - | 2006 TO112               | 1 ottobre 2006    | SDSS Collaboration             |
| 570599 - | 2006 TC113               | 22 settembre 2006 | SDSS Collaboration             |
| 570600 - | 2006 TC114               | 29 settembre 2006 | SDSS Collaboration             |

## 570601-570700
| Nome     | Designazione provvisoria | Data di scoperta  | Scopritore          |
| -------- | ------------------------ | ----------------- | ------------------- |
| 570601 - | 2006 TQ114               | 19 settembre 2006 | SDSS Collaboration  |
| 570602 - | 2006 TX114               | 29 settembre 2006 | SDSS Collaboration  |
| 570603 - | 2006 TK115               | 19 settembre 2006 | SDSS Collaboration  |
| 570604 - | 2006 TR115               | 1 ottobre 2006    | SDSS Collaboration  |
| 570605 - | 2006 TD116               | 11 settembre 2006 | SDSS Collaboration  |
| 570606 - | 2006 TO119               | 11 ottobre 2006   | SDSS Collaboration  |
| 570607 - | 2006 TP119               | 28 ottobre 2006   | CSS                 |
| 570608 - | 2006 TQ119               | 1 ottobre 2006    | SDSS Collaboration  |
| 570609 - | 2006 TL120               | 11 ottobre 2006   | SDSS Collaboration  |
| 570610 - | 2006 TE131               | 2 ottobre 2006    | Mount Lemmon Survey |
| 570611 - | 2006 TF131               | 2 ottobre 2006    | Mount Lemmon Survey |
| 570612 - | 2006 TZ133               | 3 ottobre 2006    | Mount Lemmon Survey |
| 570613 - | 2006 TH134               | 7 febbraio 2008   | Spacewatch          |
| 570614 - | 2006 TO136               | 11 ottobre 2006   | NEAT                |
| 570615 - | 2006 TF140               | 2 ottobre 2006    | Spacewatch          |
| 570616 - | 2006 TH140               | 11 ottobre 2006   | Spacewatch          |
| 570617 - | 2006 TE141               | 4 ottobre 2006    | Mount Lemmon Survey |
| 570618 - | 2006 TV141               | 2 ottobre 2006    | Mount Lemmon Survey |
| 570619 - | 2006 TR142               | 2 ottobre 2006    | Mount Lemmon Survey |
| 570620 - | 2006 TT142               | 13 ottobre 2006   | Spacewatch          |
| 570621 - | 2006 UE4                 | 18 ottobre 2006   | Sarneczky, K.       |
| 570622 - | 2006 UZ13                | 30 settembre 2006 | Mount Lemmon Survey |
| 570623 - | 2006 UE25                | 25 settembre 2006 | Mount Lemmon Survey |
| 570624 - | 2006 UK28                | 16 ottobre 2006   | Spacewatch          |
| 570625 - | 2006 UE33                | 16 ottobre 2006   | Spacewatch          |
| 570626 - | 2006 UP34                | 26 settembre 2006 | Mount Lemmon Survey |
| 570627 - | 2006 UT35                | 30 settembre 2006 | Mount Lemmon Survey |
| 570628 - | 2006 UD36                | 28 settembre 2006 | Mount Lemmon Survey |
| 570629 - | 2006 US37                | 16 ottobre 2006   | Spacewatch          |
| 570630 - | 2006 UT47                | 17 ottobre 2006   | Spacewatch          |
| 570631 - | 2006 UH48                | 17 ottobre 2006   | Spacewatch          |
| 570632 - | 2006 UZ49                | 17 ottobre 2006   | Spacewatch          |
| 570633 - | 2006 UD50                | 17 ottobre 2006   | Spacewatch          |
| 570634 - | 2006 UO60                | 19 ottobre 2006   | Spacewatch          |
| 570635 - | 2006 UD67                | 16 ottobre 2006   | Mount Lemmon Survey |
| 570636 - | 2006 UO71                | 17 ottobre 2006   | Bickel, W.          |
| 570637 - | 2006 UA82                | 17 ottobre 2006   | Spacewatch          |
| 570638 - | 2006 UU90                | 27 settembre 2006 | Mount Lemmon Survey |
| 570639 - | 2006 UP101               | 18 ottobre 2006   | Spacewatch          |
| 570640 - | 2006 UH102               | 3 ottobre 2006    | Mount Lemmon Survey |
| 570641 - | 2006 UG103               | 18 ottobre 2006   | Spacewatch          |
| 570642 - | 2006 UQ112               | 19 settembre 2006 | Spacewatch          |
| 570643 - | 2006 UD114               | 19 ottobre 2006   | Spacewatch          |
| 570644 - | 2006 UM116               | 2 ottobre 2006    | Spacewatch          |
| 570645 - | 2006 UZ119               | 19 ottobre 2006   | Spacewatch          |
| 570646 - | 2006 UA120               | 19 ottobre 2006   | Spacewatch          |
| 570647 - | 2006 UA121               | 3 ottobre 2006    | Mount Lemmon Survey |
| 570648 - | 2006 UL125               | 19 ottobre 2006   | Spacewatch          |
| 570649 - | 2006 UO125               | 19 ottobre 2006   | Spacewatch          |
| 570650 - | 2006 UD127               | 19 ottobre 2006   | Spacewatch          |
| 570651 - | 2006 UH128               | 19 ottobre 2006   | Spacewatch          |
| 570652 - | 2006 UM131               | 2 ottobre 2006    | Mount Lemmon Survey |
| 570653 - | 2006 UY137               | 19 ottobre 2006   | Spacewatch          |
| 570654 - | 2006 UA138               | 19 ottobre 2006   | Spacewatch          |
| 570655 - | 2006 UM139               | 19 ottobre 2006   | Mount Lemmon Survey |
| 570656 - | 2006 UP144               | 20 ottobre 2006   | Spacewatch          |
| 570657 - | 2006 UY150               | 20 ottobre 2006   | Mount Lemmon Survey |
| 570658 - | 2006 UD151               | 20 ottobre 2006   | Mount Lemmon Survey |
| 570659 - | 2006 UM152               | 21 ottobre 2006   | Spacewatch          |
| 570660 - | 2006 UX154               | 27 settembre 2006 | Mount Lemmon Survey |
| 570661 - | 2006 UJ159               | 21 ottobre 2006   | Mount Lemmon Survey |
| 570662 - | 2006 UW160               | 21 ottobre 2006   | Mount Lemmon Survey |
| 570663 - | 2006 UX160               | 21 ottobre 2006   | Mount Lemmon Survey |
| 570664 - | 2006 UW162               | 21 ottobre 2006   | Mount Lemmon Survey |
| 570665 - | 2006 UF167               | 3 ottobre 2006    | Mount Lemmon Survey |
| 570666 - | 2006 UL167               | 27 settembre 2006 | Spacewatch          |
| 570667 - | 2006 US182               | 16 ottobre 2006   | CSS                 |
| 570668 - | 2006 UA184               | 19 ottobre 2006   | CSS                 |
| 570669 - | 2006 UG197               | 12 ottobre 2006   | Spacewatch          |
| 570670 - | 2006 UK197               | 27 settembre 2006 | Mount Lemmon Survey |
| 570671 - | 2006 UW201               | 24 settembre 2006 | Spacewatch          |
| 570672 - | 2006 UA203               | 26 settembre 2006 | CSS                 |
| 570673 - | 2006 UA207               | 23 ottobre 2006   | Spacewatch          |
| 570674 - | 2006 UC209               | 23 ottobre 2006   | Spacewatch          |
| 570675 - | 2006 UN209               | 30 settembre 2006 | Mount Lemmon Survey |
| 570676 - | 2006 UL211               | 23 ottobre 2006   | Spacewatch          |
| 570677 - | 2006 UF225               | 19 ottobre 2006   | Mount Lemmon Survey |
| 570678 - | 2006 UW228               | 23 ottobre 2006   | Mount Lemmon Survey |
| 570679 - | 2006 UL230               | 2 ottobre 2006    | Mount Lemmon Survey |
| 570680 - | 2006 UH232               | 26 settembre 2006 | CSS                 |
| 570681 - | 2006 UP232               | 22 ottobre 2006   | NEAT                |
| 570682 - | 2006 UK235               | 19 settembre 2006 | Spacewatch          |
| 570683 - | 2006 UH236               | 13 maggio 2004    | Spacewatch          |
| 570684 - | 2006 UZ239               | 23 ottobre 2006   | Spacewatch          |
| 570685 - | 2006 UR253               | 26 settembre 2006 | Mount Lemmon Survey |
| 570686 - | 2006 UE256               | 27 ottobre 2006   | Spacewatch          |
| 570687 - | 2006 UZ258               | 16 ottobre 2006   | Spacewatch          |
| 570688 - | 2006 UP262               | 13 ottobre 2006   | Spacewatch          |
| 570689 - | 2006 UH267               | 19 ottobre 2006   | Spacewatch          |
| 570690 - | 2006 UN270               | 27 ottobre 2006   | Mount Lemmon Survey |
| 570691 - | 2006 UC276               | 18 settembre 2006 | Spacewatch          |
| 570692 - | 2006 UT278               | 26 settembre 2006 | Mount Lemmon Survey |
| 570693 - | 2006 UL279               | 16 ottobre 2006   | Spacewatch          |
| 570694 - | 2006 UU279               | 28 ottobre 2006   | Mount Lemmon Survey |
| 570695 - | 2006 UE281               | 16 ottobre 2006   | Spacewatch          |
| 570696 - | 2006 UW289               | 31 ottobre 2006   | Spacewatch          |
| 570697 - | 2006 UY291               | 27 ottobre 2006   | Mount Lemmon Survey |
| 570698 - | 2006 UZ299               | 21 ottobre 2006   | Mount Lemmon Survey |
| 570699 - | 2006 UW305               | 19 ottobre 2006   | Wasserman, L. H.    |
| 570700 - | 2006 UJ307               | 19 ottobre 2006   | Wasserman, L. H.    |

## 570701-570800
| Nome     | Designazione provvisoria | Data di scoperta  | Scopritore                      |
| -------- | ------------------------ | ----------------- | ------------------------------- |
| 570701 - | 2006 UQ310               | 15 ottobre 2001   | Spacewatch                      |
| 570702 - | 2006 UR311               | 19 ottobre 2006   | Wasserman, L. H.                |
| 570703 - | 2006 UB320               | 19 ottobre 2006   | Wasserman, L. H.                |
| 570704 - | 2006 UL324               | 19 ottobre 2006   | Wasserman, L. H.                |
| 570705 - | 2006 UO332               | 21 ottobre 2006   | SDSS Collaboration              |
| 570706 - | 2006 UT332               | 13 ottobre 2006   | SDSS Collaboration              |
| 570707 - | 2006 UE333               | 13 ottobre 2006   | SDSS Collaboration              |
| 570708 - | 2006 UF333               | 28 settembre 2006 | Spacewatch                      |
| 570709 - | 2006 UT333               | 11 ottobre 2006   | SDSS Collaboration              |
| 570710 - | 2006 UA340               | 1 novembre 2006   | Spacewatch                      |
| 570711 - | 2006 UA351               | 20 ottobre 2006   | Spacewatch                      |
| 570712 - | 2006 UV353               | 27 ottobre 2006   | Mount Lemmon Survey             |
| 570713 - | 2006 UV354               | 1 novembre 2006   | Spacewatch                      |
| 570714 - | 2006 UG358               | 20 agosto 2000    | Spacewatch                      |
| 570715 - | 2006 UM359               | 21 ottobre 2006   | Spacewatch                      |
| 570716 - | 2006 UZ365               | 28 ottobre 2006   | CSS                             |
| 570717 - | 2006 UC366               | 3 febbraio 2012   | Pan-STARRS 1                    |
| 570718 - | 2006 UD366               | 18 ottobre 2006   | Spacewatch                      |
| 570719 - | 2006 UX366               | 23 ottobre 2012   | Mount Lemmon Survey             |
| 570720 - | 2006 UF367               | 21 ottobre 2006   | Spacewatch                      |
| 570721 - | 2006 UH367               | 23 ottobre 2006   | Spacewatch                      |
| 570722 - | 2006 US367               | 28 maggio 2009    | Mount Lemmon Survey             |
| 570723 - | 2006 UT367               | 20 ottobre 2006   | Wasserman, L. H.                |
| 570724 - | 2006 UV367               | 4 settembre 2011  | Pan-STARRS 1                    |
| 570725 - | 2006 UD374               | 28 febbraio 2014  | Pan-STARRS 1                    |
| 570726 - | 2006 UE374               | 20 dicembre 2007  | Spacewatch                      |
| 570727 - | 2006 UN374               | 19 ottobre 2006   | Mount Lemmon Survey             |
| 570728 - | 2006 UX374               | 17 ottobre 2006   | Spacewatch                      |
| 570729 - | 2006 UK375               | 21 settembre 2011 | Mount Lemmon Survey             |
| 570730 - | 2006 UW375               | 20 ottobre 2006   | Spacewatch                      |
| 570731 - | 2006 UB377               | 23 ottobre 2006   | Spacewatch                      |
| 570732 - | 2006 UJ377               | 25 agosto 2011    | Haleakala                       |
| 570733 - | 2006 UL377               | 26 settembre 2011 | Pan-STARRS 1                    |
| 570734 - | 2006 UP377               | 13 gennaio 2008   | Spacewatch                      |
| 570735 - | 2006 UD378               | 16 ottobre 2006   | Spacewatch                      |
| 570736 - | 2006 UM379               | 4 agosto 2013     | Pan-STARRS 1                    |
| 570737 - | 2006 UQ382               | 19 ottobre 2006   | Mount Lemmon Survey             |
| 570738 - | 2006 UV382               | 31 ottobre 2006   | Mount Lemmon Survey             |
| 570739 - | 2006 UY382               | 27 ottobre 2006   | Mount Lemmon Survey             |
| 570740 - | 2006 US383               | 22 ottobre 2006   | Spacewatch                      |
| 570741 - | 2006 UV383               | 19 ottobre 2006   | Spacewatch                      |
| 570742 - | 2006 US384               | 31 ottobre 2006   | Spacewatch                      |
| 570743 - | 2006 UF385               | 26 agosto 2000    | Millis, R. L., Wasserman, L. H. |
| 570744 - | 2006 UZ386               | 22 ottobre 2006   | Spacewatch                      |
| 570745 - | 2006 UH387               | 20 ottobre 2006   | Spacewatch                      |
| 570746 - | 2006 UF388               | 27 ottobre 2006   | Mount Lemmon Survey             |
| 570747 - | 2006 UP388               | 20 ottobre 2006   | Spacewatch                      |
| 570748 - | 2006 VL12                | 11 novembre 2006  | Spacewatch                      |
| 570749 - | 2006 VO20                | 31 ottobre 2006   | Mount Lemmon Survey             |
| 570750 - | 2006 VT20                | 31 ottobre 2006   | Mount Lemmon Survey             |
| 570751 - | 2006 VT30                | 20 ottobre 2006   | Mount Lemmon Survey             |
| 570752 - | 2006 VC35                | 11 novembre 2006  | Mount Lemmon Survey             |
| 570753 - | 2006 VG40                | 24 aprile 2003    | Spacewatch                      |
| 570754 - | 2006 VL40                | 12 novembre 2006  | Mount Lemmon Survey             |
| 570755 - | 2006 VM42                | 12 novembre 2006  | Mount Lemmon Survey             |
| 570756 - | 2006 VR44                | 12 novembre 2006  | Mount Lemmon Survey             |
| 570757 - | 2006 VZ44                | 29 ottobre 2006   | CSS                             |
| 570758 - | 2006 VP46                | 20 agosto 2000    | Spacewatch                      |
| 570759 - | 2006 VQ46                | 9 novembre 2006   | Spacewatch                      |
| 570760 - | 2006 VG47                | 19 ottobre 2006   | Mount Lemmon Survey             |
| 570761 - | 2006 VT58                | 22 ottobre 2006   | Mount Lemmon Survey             |
| 570762 - | 2006 VY77                | 12 novembre 2006  | Mount Lemmon Survey             |
| 570763 - | 2006 VX79                | 12 novembre 2006  | Mount Lemmon Survey             |
| 570764 - | 2006 VT85                | 27 ottobre 2006   | Mount Lemmon Survey             |
| 570765 - | 2006 VU87                | 13 ottobre 2006   | Spacewatch                      |
| 570766 - | 2006 VV87                | 19 ottobre 2006   | Mount Lemmon Survey             |
| 570767 - | 2006 VE89                | 14 novembre 2006  | Spacewatch                      |
| 570768 - | 2006 VN89                | 28 ottobre 2006   | Mount Lemmon Survey             |
| 570769 - | 2006 VR89                | 14 novembre 2006  | Spacewatch                      |
| 570770 - | 2006 VL90                | 19 ottobre 2006   | Spacewatch                      |
| 570771 - | 2006 VX96                | 10 novembre 2006  | Spacewatch                      |
| 570772 - | 2006 VC98                | 11 novembre 2006  | Spacewatch                      |
| 570773 - | 2006 VW98                | 20 ottobre 2006   | Spacewatch                      |
| 570774 - | 2006 VW101               | 22 ottobre 2006   | Mount Lemmon Survey             |
| 570775 - | 2006 VS103               | 12 novembre 2006  | LUSS                            |
| 570776 - | 2006 VG109               | 20 ottobre 2006   | Mount Lemmon Survey             |
| 570777 - | 2006 VF114               | 14 novembre 2006  | Mount Lemmon Survey             |
| 570778 - | 2006 VK115               | 23 ottobre 2006   | Spacewatch                      |
| 570779 - | 2006 VU119               | 28 settembre 2006 | Mount Lemmon Survey             |
| 570780 - | 2006 VP122               | 14 novembre 2006  | Spacewatch                      |
| 570781 - | 2006 VQ125               | 20 ottobre 2006   | Mount Lemmon Survey             |
| 570782 - | 2006 VC127               | 15 novembre 2006  | Spacewatch                      |
| 570783 - | 2006 VX127               | 15 novembre 2006  | Spacewatch                      |
| 570784 - | 2006 VG131               | 15 novembre 2006  | Spacewatch                      |
| 570785 - | 2006 VZ133               | 15 novembre 2006  | Mount Lemmon Survey             |
| 570786 - | 2006 VD136               | 20 ottobre 2006   | Mount Lemmon Survey             |
| 570787 - | 2006 VT136               | 15 novembre 2006  | Spacewatch                      |
| 570788 - | 2006 VA139               | 15 novembre 2006  | Mount Lemmon Survey             |
| 570789 - | 2006 VR148               | 6 agosto 2005     | NEAT                            |
| 570790 - | 2006 VH151               | 11 novembre 2006  | CSS                             |
| 570791 - | 2006 VW172               | 1 novembre 2006   | Spacewatch                      |
| 570792 - | 2006 VZ172               | 1 novembre 2006   | Spacewatch                      |
| 570793 - | 2006 VZ174               | 1 novembre 2006   | Mount Lemmon Survey             |
| 570794 - | 2006 VC175               | 1 novembre 2006   | Mount Lemmon Survey             |
| 570795 - | 2006 VA176               | 13 novembre 2006  | Spacewatch                      |
| 570796 - | 2006 VG176               | 1 novembre 2006   | Spacewatch                      |
| 570797 - | 2006 VH176               | 14 novembre 2006  | Mount Lemmon Survey             |
| 570798 - | 2006 VL176               | 1 novembre 2006   | Spacewatch                      |
| 570799 - | 2006 VT176               | 20 ottobre 2017   | Mount Lemmon Survey             |
| 570800 - | 2006 VY176               | 11 novembre 2006  | Spacewatch                      |

## 570801-570900
| Nome         | Designazione provvisoria | Data di scoperta  | Scopritore                    |
| ------------ | ------------------------ | ----------------- | ----------------------------- |
| 570801 -     | 2006 VM177               | 28 settembre 2011 | Spacewatch                    |
| 570802 -     | 2006 VN177               | 19 ottobre 2010   | Mount Lemmon Survey           |
| 570803 -     | 2006 VQ178               | 17 marzo 2015     | Pan-STARRS 1                  |
| 570804 -     | 2006 VZ178               | 2 aprile 2009     | Mount Lemmon Survey           |
| 570805 -     | 2006 VE179               | 23 novembre 2014  | Mount Lemmon Survey           |
| 570806 -     | 2006 VK179               | 11 novembre 2006  | Mount Lemmon Survey           |
| 570807 -     | 2006 VN179               | 26 settembre 2014 | Mount Lemmon Survey           |
| 570808 -     | 2006 VP179               | 31 ottobre 2006   | Spacewatch                    |
| 570809 -     | 2006 VK180               | 11 luglio 2016    | Pan-STARRS 1                  |
| 570810 -     | 2006 VX180               | 14 novembre 2006  | Spacewatch                    |
| 570811 -     | 2006 VP181               | 10 settembre 2013 | Pan-STARRS 1                  |
| 570812 -     | 2006 VG183               | 12 novembre 2006  | Mount Lemmon Survey           |
| 570813 -     | 2006 WS                  | 20 ottobre 2006   | Mount Lemmon Survey           |
| 570814 Nauru | 2006 WY                  | 18 novembre 2006  | Merlin, J.-C.                 |
| 570815 -     | 2006 WL2                 | 16 novembre 2006  | Mount Lemmon Survey           |
| 570816 -     | 2006 WW2                 | 20 novembre 2006  | Yeung, W. K. Y.               |
| 570817 -     | 2006 WX6                 | 16 novembre 2006  | Spacewatch                    |
| 570818 -     | 2006 WP8                 | 16 novembre 2006  | Spacewatch                    |
| 570819 -     | 2006 WJ12                | 28 ottobre 1998   | Spacewatch                    |
| 570820 -     | 2006 WC15                | 20 ottobre 2006   | Mount Lemmon Survey           |
| 570821 -     | 2006 WR15                | 17 novembre 2006  | Spacewatch                    |
| 570822 -     | 2006 WC18                | 17 novembre 2006  | Mount Lemmon Survey           |
| 570823 -     | 2006 WT19                | 22 ottobre 2006   | Spacewatch                    |
| 570824 -     | 2006 WE22                | 17 novembre 2006  | Mount Lemmon Survey           |
| 570825 -     | 2006 WL28                | 1 novembre 2006   | Mount Lemmon Survey           |
| 570826 -     | 2006 WO32                | 16 novembre 2006  | Spacewatch                    |
| 570827 -     | 2006 WC34                | 12 novembre 2006  | Mount Lemmon Survey           |
| 570828 -     | 2006 WP35                | 16 novembre 2006  | Spacewatch                    |
| 570829 -     | 2006 WQ36                | 16 novembre 2006  | Spacewatch                    |
| 570830 -     | 2006 WV43                | 19 ottobre 2006   | Mount Lemmon Survey           |
| 570831 -     | 2006 WR47                | 16 novembre 2006  | Spacewatch                    |
| 570832 -     | 2006 WU47                | 16 novembre 2006  | Spacewatch                    |
| 570833 -     | 2006 WG50                | 16 novembre 2006  | Mount Lemmon Survey           |
| 570834 -     | 2006 WD51                | 16 novembre 2006  | Mount Lemmon Survey           |
| 570835 -     | 2006 WD54                | 10 maggio 2005    | Buie, M. W., Wasserman, L. H. |
| 570836 -     | 2006 WF54                | 24 marzo 2003     | Spacewatch                    |
| 570837 -     | 2006 WB55                | 16 novembre 2006  | Spacewatch                    |
| 570838 -     | 2006 WN58                | 17 novembre 2006  | Spacewatch                    |
| 570839 -     | 2006 WT62                | 17 novembre 2006  | Mount Lemmon Survey           |
| 570840 -     | 2006 WT63                | 17 novembre 2006  | Mount Lemmon Survey           |
| 570841 -     | 2006 WM65                | 30 settembre 2006 | Mount Lemmon Survey           |
| 570842 -     | 2006 WF67                | 17 novembre 2006  | Mount Lemmon Survey           |
| 570843 -     | 2006 WZ68                | 17 novembre 2006  | Mount Lemmon Survey           |
| 570844 -     | 2006 WM75                | 18 novembre 2006  | Spacewatch                    |
| 570845 -     | 2006 WZ77                | 27 ottobre 2006   | Mount Lemmon Survey           |
| 570846 -     | 2006 WV78                | 18 novembre 2006  | Spacewatch                    |
| 570847 -     | 2006 WV86                | 18 novembre 2006  | Spacewatch                    |
| 570848 -     | 2006 WP88                | 18 novembre 2006  | Mount Lemmon Survey           |
| 570849 -     | 2006 WJ90                | 18 novembre 2006  | Spacewatch                    |
| 570850 -     | 2006 WX90                | 19 novembre 2006  | Spacewatch                    |
| 570851 -     | 2006 WM91                | 19 novembre 2006  | Spacewatch                    |
| 570852 -     | 2006 WE92                | 19 novembre 2006  | Spacewatch                    |
| 570853 -     | 2006 WW92                | 19 novembre 2006  | Spacewatch                    |
| 570854 -     | 2006 WP103               | 19 novembre 2006  | Spacewatch                    |
| 570855 -     | 2006 WV106               | 16 luglio 2002    | AMOS                          |
| 570856 -     | 2006 WA110               | 19 novembre 2006  | Spacewatch                    |
| 570857 -     | 2006 WA117               | 20 novembre 2006  | Mount Lemmon Survey           |
| 570858 -     | 2006 WM117               | 20 ottobre 2006   | Mount Lemmon Survey           |
| 570859 -     | 2006 WU121               | 21 novembre 2006  | Mount Lemmon Survey           |
| 570860 -     | 2006 WQ122               | 21 novembre 2006  | Mount Lemmon Survey           |
| 570861 -     | 2006 WS125               | 22 novembre 2006  | Mount Lemmon Survey           |
| 570862 -     | 2006 WC126               | 22 novembre 2006  | Mount Lemmon Survey           |
| 570863 -     | 2006 WK131               | 28 settembre 2006 | SDSS Collaboration            |
| 570864 -     | 2006 WP131               | 19 ottobre 2006   | Mount Lemmon Survey           |
| 570865 -     | 2006 WK134               | 18 novembre 2006  | Mount Lemmon Survey           |
| 570866 -     | 2006 WL140               | 19 novembre 2006  | Spacewatch                    |
| 570867 -     | 2006 WU141               | 20 novembre 2006  | Spacewatch                    |
| 570868 -     | 2006 WS143               | 31 ottobre 2006   | Mount Lemmon Survey           |
| 570869 -     | 2006 WL147               | 20 novembre 2006  | Spacewatch                    |
| 570870 -     | 2006 WV150               | 20 novembre 2006  | Mount Lemmon Survey           |
| 570871 -     | 2006 WE152               | 16 novembre 2006  | Spacewatch                    |
| 570872 -     | 2006 WO154               | 22 novembre 2006  | Spacewatch                    |
| 570873 -     | 2006 WO155               | 22 novembre 2006  | Spacewatch                    |
| 570874 -     | 2006 WU158               | 22 novembre 2006  | Mount Lemmon Survey           |
| 570875 -     | 2006 WT159               | 22 novembre 2006  | Spacewatch                    |
| 570876 -     | 2006 WD161               | 28 settembre 2006 | Mount Lemmon Survey           |
| 570877 -     | 2006 WR163               | 31 ottobre 2006   | Mount Lemmon Survey           |
| 570878 -     | 2006 WU165               | 11 novembre 2006  | Spacewatch                    |
| 570879 -     | 2006 WH169               | 23 novembre 2006  | Spacewatch                    |
| 570880 -     | 2006 WL175               | 23 novembre 2006  | Spacewatch                    |
| 570881 -     | 2006 WZ177               | 23 novembre 2006  | Mount Lemmon Survey           |
| 570882 -     | 2006 WS180               | 24 novembre 2006  | Mount Lemmon Survey           |
| 570883 -     | 2006 WK181               | 21 ottobre 2006   | LUSS                          |
| 570884 -     | 2006 WE191               | 17 giugno 2005    | Mount Lemmon Survey           |
| 570885 -     | 2006 WK194               | 27 novembre 2006  | Spacewatch                    |
| 570886 -     | 2006 WC196               | 12 marzo 2004     | NEAT                          |
| 570887 -     | 2006 WG207               | 14 febbraio 2012  | Pan-STARRS 1                  |
| 570888 -     | 2006 WQ207               | 22 novembre 2006  | Spacewatch                    |
| 570889 -     | 2006 WK209               | 23 novembre 2006  | CSS                           |
| 570890 -     | 2006 WF210               | 31 dicembre 2007  | Mount Lemmon Survey           |
| 570891 -     | 2006 WG210               | 26 settembre 2011 | Mount Lemmon Survey           |
| 570892 -     | 2006 WJ210               | 18 novembre 2006  | Spacewatch                    |
| 570893 -     | 2006 WN210               | 24 ottobre 2011   | Pan-STARRS 1                  |
| 570894 -     | 2006 WR210               | 12 febbraio 2016  | Pan-STARRS 1                  |
| 570895 -     | 2006 WB211               | 23 aprile 2015    | Pan-STARRS 1                  |
| 570896 -     | 2006 WD211               | 29 ottobre 2010   | Mount Lemmon Survey           |
| 570897 -     | 2006 WG211               | 20 ottobre 2012   | Mount Lemmon Survey           |
| 570898 -     | 2006 WJ211               | 10 agosto 2016    | Pan-STARRS 1                  |
| 570899 -     | 2006 WR211               | 26 settembre 2006 | Mount Lemmon Survey           |
| 570900 -     | 2006 WS211               | 22 novembre 2006  | Spacewatch                    |

## 570901-571000
| Nome            | Designazione provvisoria | Data di scoperta  | Scopritore                 |
| --------------- | ------------------------ | ----------------- | -------------------------- |
| 570901 -        | 2006 WL212               | 8 settembre 2016  | Pan-STARRS 1               |
| 570902 -        | 2006 WU212               | 8 giugno 2016     | Pan-STARRS 1               |
| 570903 -        | 2006 WP213               | 31 ottobre 2011   | Mount Lemmon Survey        |
| 570904 -        | 2006 WU213               | 30 ottobre 2010   | Mount Lemmon Survey        |
| 570905 -        | 2006 WS214               | 19 novembre 2006  | Spacewatch                 |
| 570906 -        | 2006 WG215               | 19 settembre 2011 | Pan-STARRS 1               |
| 570907 -        | 2006 WT215               | 25 settembre 1995 | Spacewatch                 |
| 570908 -        | 2006 WZ215               | 19 giugno 2015    | Mount Lemmon Survey        |
| 570909 -        | 2006 WL216               | 17 novembre 2006  | Spacewatch                 |
| 570910 -        | 2006 WC219               | 4 marzo 2008      | CSS                        |
| 570911 -        | 2006 WT219               | 26 settembre 2011 | Pan-STARRS 1               |
| 570912 -        | 2006 WR220               | 4 settembre 2011  | Pan-STARRS 1               |
| 570913 -        | 2006 WX220               | 23 novembre 2006  | Spacewatch                 |
| 570914 -        | 2006 WY220               | 22 novembre 2006  | Mount Lemmon Survey        |
| 570915 -        | 2006 WB223               | 28 febbraio 2014  | Mount Lemmon Survey        |
| 570916 -        | 2006 WH223               | 15 giugno 2015    | Mount Lemmon Survey        |
| 570917 -        | 2006 WZ223               | 16 novembre 2006  | Spacewatch                 |
| 570918 -        | 2006 WM225               | 15 novembre 2017  | Mount Lemmon Survey        |
| 570919 -        | 2006 WQ225               | 27 gennaio 2017   | Pan-STARRS 1               |
| 570920 -        | 2006 WY225               | 25 novembre 2006  | Spacewatch                 |
| 570921 -        | 2006 WD226               | 16 novembre 1995  | Spacewatch                 |
| 570922 -        | 2006 WN226               | 13 giugno 2015    | Pan-STARRS 1               |
| 570923 -        | 2006 WU226               | 12 gennaio 2008   | Spacewatch                 |
| 570924 -        | 2006 WF227               | 24 novembre 2006  | Spacewatch                 |
| 570925 -        | 2006 WA228               | 25 aprile 2015    | Pan-STARRS 1               |
| 570926 -        | 2006 WO229               | 27 novembre 2006  | Spacewatch                 |
| 570927 -        | 2006 WM230               | 23 novembre 2006  | Spacewatch                 |
| 570928 -        | 2006 WA231               | 22 novembre 2006  | Spacewatch                 |
| 570929 -        | 2006 WR231               | 25 novembre 2006  | Spacewatch                 |
| 570930 -        | 2006 WT231               | 17 novembre 2006  | Mount Lemmon Survey        |
| 570931 -        | 2006 WD232               | 21 novembre 2006  | Mount Lemmon Survey        |
| 570932 -        | 2006 WX232               | 22 novembre 2006  | Spacewatch                 |
| 570933 -        | 2006 XR1                 | 22 novembre 2006  | Spacewatch                 |
| 570934 -        | 2006 XT6                 | 9 dicembre 2006   | Spacewatch                 |
| 570935 -        | 2006 XV8                 | 9 dicembre 2006   | Spacewatch                 |
| 570936 -        | 2006 XU9                 | 9 dicembre 2006   | Spacewatch                 |
| 570937 -        | 2006 XH11                | 31 ottobre 2006   | Mount Lemmon Survey        |
| 570938 -        | 2006 XE14                | 10 dicembre 2006  | Spacewatch                 |
| 570939 -        | 2006 XP18                | 29 maggio 2005    | Siding Spring Survey       |
| 570940 -        | 2006 XW23                | 12 dicembre 2006  | Mount Lemmon Survey        |
| 570941 -        | 2006 XX23                | 12 dicembre 2006  | Mount Lemmon Survey        |
| 570942 -        | 2006 XH28                | 16 novembre 2006  | LUSS                       |
| 570943 -        | 2006 XK30                | 13 dicembre 2006  | Spacewatch                 |
| 570944 -        | 2006 XV30                | 23 novembre 2006  | Spacewatch                 |
| 570945 -        | 2006 XT31                | 13 ottobre 2006   | Spacewatch                 |
| 570946 -        | 2006 XS35                | 11 dicembre 2006  | Spacewatch                 |
| 570947 -        | 2006 XQ39                | 30 settembre 2006 | Mount Lemmon Survey        |
| 570948 -        | 2006 XS39                | 17 novembre 2006  | Spacewatch                 |
| 570949 -        | 2006 XA40                | 12 dicembre 2006  | Spacewatch                 |
| 570950 -        | 2006 XG40                | 22 novembre 2006  | Spacewatch                 |
| 570951 -        | 2006 XB41                | 12 dicembre 2006  | Mount Lemmon Survey        |
| 570952 -        | 2006 XN41                | 12 dicembre 2006  | Mount Lemmon Survey        |
| 570953 -        | 2006 XO41                | 1 dicembre 2006   | Mount Lemmon Survey        |
| 570954 -        | 2006 XO48                | 13 dicembre 2006  | Mount Lemmon Survey        |
| 570955 -        | 2006 XG49                | 27 agosto 2005    | NEAT                       |
| 570956 -        | 2006 XV49                | 25 agosto 2004    | Spacewatch                 |
| 570957 -        | 2006 XV66                | 20 dicembre 2006  | NEAT                       |
| 570958 -        | 2006 XZ74                | 24 ottobre 2011   | Spacewatch                 |
| 570959 -        | 2006 XE75                | 11 dicembre 2006  | Spacewatch                 |
| 570960 -        | 2006 XQ75                | 27 novembre 2006  | Spacewatch                 |
| 570961 -        | 2006 XH76                | 31 ottobre 2006   | Spacewatch                 |
| 570962 -        | 2006 XN77                | 14 dicembre 2006  | Mount Lemmon Survey        |
| 570963 -        | 2006 XQ77                | 25 novembre 2006  | Spacewatch                 |
| 570964 -        | 2006 XU77                | 26 settembre 2017 | Pan-STARRS 1               |
| 570965 -        | 2006 XH78                | 20 gennaio 2013   | Spacewatch                 |
| 570966 -        | 2006 XL78                | 20 aprile 2014    | Mount Lemmon Survey        |
| 570967 -        | 2006 XO78                | 19 novembre 2006  | Spacewatch                 |
| 570968 -        | 2006 XQ79                | 9 dicembre 2006   | Spacewatch                 |
| 570969 -        | 2006 XN80                | 13 dicembre 2006  | Spacewatch                 |
| 570970 -        | 2006 XV80                | 10 dicembre 2006  | Spacewatch                 |
| 570971 -        | 2006 XW80                | 14 dicembre 2006  | Spacewatch                 |
| 570972 -        | 2006 XZ80                | 1 dicembre 2006   | Mount Lemmon Survey        |
| 570973 -        | 2006 XA81                | 15 dicembre 2006  | Spacewatch                 |
| 570974 -        | 2006 XD81                | 15 dicembre 2006  | Spacewatch                 |
| 570975 -        | 2006 XK81                | 13 dicembre 2006  | Spacewatch                 |
| 570976 -        | 2006 YT3                 | 16 dicembre 2006  | Mount Lemmon Survey        |
| 570977 -        | 2006 YC5                 | 12 novembre 2006  | Mount Lemmon Survey        |
| 570978 -        | 2006 YX7                 | 12 dicembre 2006  | LINEAR                     |
| 570979 -        | 2006 YG9                 | 20 dicembre 2006  | Mount Lemmon Survey        |
| 570980 -        | 2006 YN9                 | 13 dicembre 2006  | Spacewatch                 |
| 570981 -        | 2006 YQ16                | 12 dicembre 2006  | Mount Lemmon Survey        |
| 570982 -        | 2006 YZ22                | 28 gennaio 2003   | SDSS Collaboration         |
| 570983 -        | 2006 YZ24                | 13 gennaio 1996   | Spacewatch                 |
| 570984 -        | 2006 YS26                | 21 dicembre 2006  | Spacewatch                 |
| 570985 -        | 2006 YD27                | 21 dicembre 2006  | Spacewatch                 |
| 570986 -        | 2006 YG27                | 21 dicembre 2006  | Spacewatch                 |
| 570987 -        | 2006 YV31                | 21 dicembre 2006  | Mount Lemmon Survey        |
| 570988 -        | 2006 YH32                | 21 dicembre 2006  | Spacewatch                 |
| 570989 -        | 2006 YZ33                | 21 dicembre 2006  | Spacewatch                 |
| 570990 -        | 2006 YX36                | 21 dicembre 2006  | Spacewatch                 |
| 570991 -        | 2006 YS38                | 21 dicembre 2006  | Spacewatch                 |
| 570992 -        | 2006 YD39                | 21 dicembre 2006  | Spacewatch                 |
| 570993 -        | 2006 YT40                | 22 novembre 2006  | Spacewatch                 |
| 570994 -        | 2006 YJ41                | 13 dicembre 2006  | LINEAR                     |
| 570995 -        | 2006 YR43                | 14 dicembre 2006  | Spacewatch                 |
| 570996 -        | 2006 YF44                | 21 novembre 2006  | Mount Lemmon Survey        |
| 570997 -        | 2006 YH44                | 25 dicembre 2006  | Spacewatch                 |
| 570998 -        | 2006 YR44                | 3 luglio 2005     | Mount Lemmon Survey        |
| 570999 -        | 2006 YL47                | 17 novembre 2006  | Spacewatch                 |
| 571000 Kowright | 2006 YG49                | 23 dicembre 2006  | D. D. Balam, K. M. Perrett |